# Mike Lazaridis

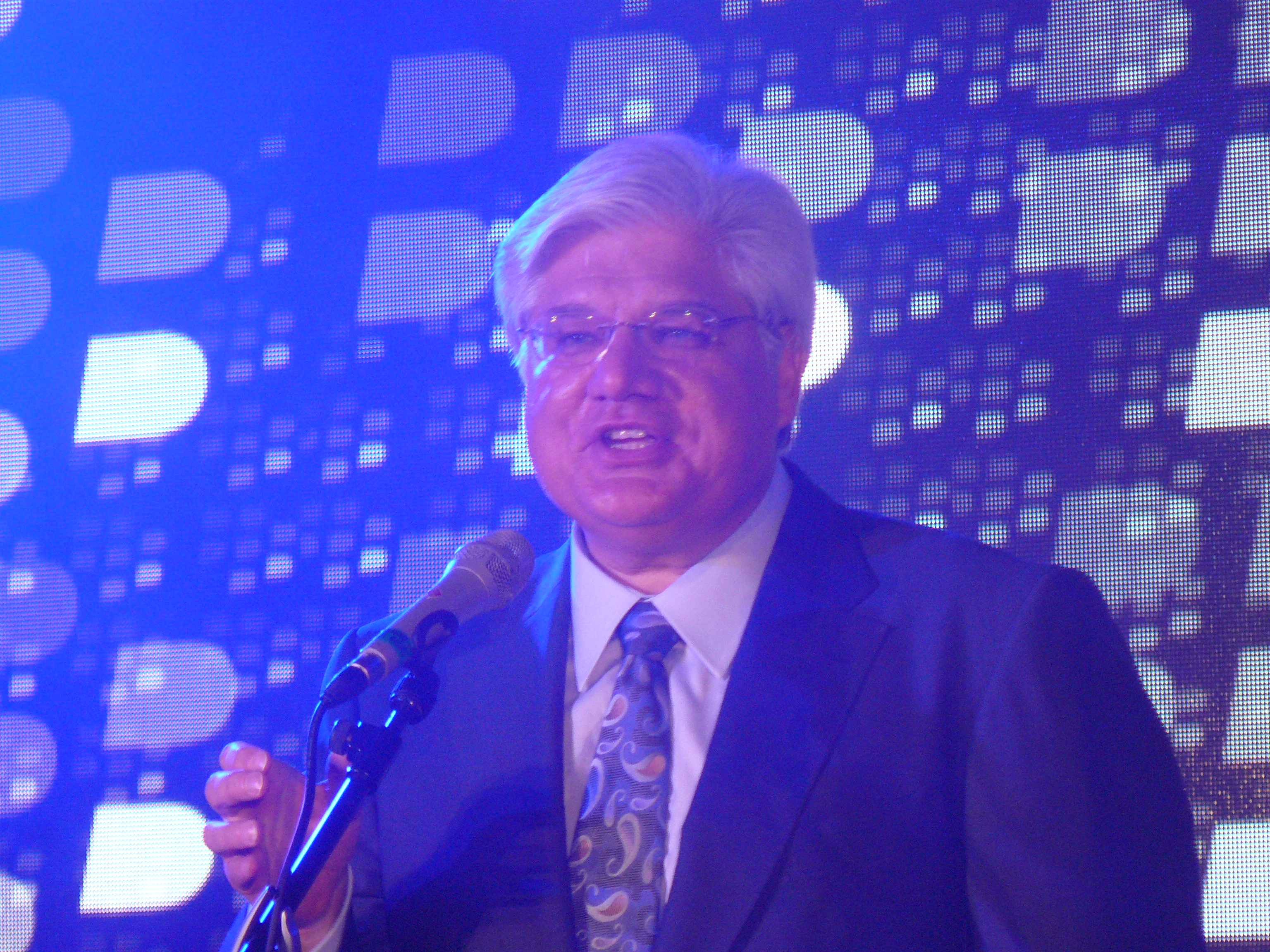
Mike Lazaridis

Mihalis „Mike“ Lazaridis (griechisch Μιχάλης Λαζαρίδης), OC, O.Ont (* 14. März 1961 in Istanbul, Türkei) ist Gründer des Unternehmens Research In Motion (jetzt Blackberry) und Kanzler der Universität von Waterloo.

## Ausbildung und Karriere
Als Sohn von Griechen in der Türkei geboren, war Lazaridis fünf, als er 1966 mit seinen Eltern nach Windsor in Kanada zog. Im Alter von zwölf Jahren gewann er einen Preis dafür, dass er jedes sich um das Thema Physik drehende Buch in der Bibliothek seiner Schule gelesen hatte. 1979 begann er an der Universität von Waterloo ein Studium des Ingenieurwesens mit dem Nebenfach Informatik. 1984 brach er das Studium zwei Monate vor dessen Abschluss ab, da er einen Vertrag von General Motors über 600.000 USD annahm, um ein Kontrollanzeigesystem für Netzwerkcomputer zu entwickeln. Mit diesem Geld, einem Darlehen seiner Eltern in Höhe von 15.000 $ und einer kleinen Beihilfe der Regierung gründeten er, Mike Barnstijn und Douglas Fregin in Waterloo Research in Motion (RIM), die Firma, die das Blackberry-Mobiltelefon entwickelte und produzierte.
Am 22. Januar 2012 trat er als Co-CEO von RIM zurück. Dies tat er nach einer Serie von Fehlentscheidungen, Produktverspätungen, Gewinneinbrüchen und Marktanteilsverlusten des Unternehmens. 2014 wurde er in die Royal Society gewählt.
Er ist mit Ophelia Lazaridis verheiratet. Zusammen haben sie zwei Kinder.

## Ehrenamtliche Tätigkeiten
- Er gründete das Perimeter Institute for Theoretical Physics mit 100 Millionen Dollar persönlichem und 10 Millionen Dollar Kapital seiner RIM-Partner Jim Balsillie und Doug Fregin.
- Er spendete gemeinsam mit seiner Frau insgesamt 50,3 Millionen $ an die Universität von Waterloo.

## Auszeichnungen
- Lazaridis ist Gewinner des Technik-Oscars für eine Innovation, die das Schneiden von Filmen erleichtert.
- 2003 wurde der Asteroid (14428) Lazaridis nach ihm benannt.